# LIV Swiss Watches
LIV Swiss Watches est une entreprise horlogère suisse établie à Miami, aux États-Unis. Elle est connue pour être la marque de montres suisses la plus financée par le public à ce jour,.
LIV Swiss Watches a été présenté par  Forbes, Business Insider, et de nombreux autres médias importants. Les montres sont disponibles dans le monde entier, et ont été présentées par des journaux et des magazines en Suisse, Allemagne, France,, au Japon, ainsi que dans d'autres pays.

## Histoire
Esti Chazanow a fondé LIV Swiss Watches à Miami, en Floride, en 2012. Après 20 ans de travail dans le secteur horloger, les Chazanow voulaient construire des montres accessibles, durables et de qualité, et ont donc lancé une campagne de financement public pour leur idée sur Kickstarter.
La société a soutenu le cycliste Taylor Eisenhart lors de la course Colorado Classic 2017. En 2018, LIV Watches a également récompensé les vainqueurs de la course F1600 Championship Series avec des montres suisses GX1-A personnalisées.
Propriétaire de la marque de montres suisses la plus financée par le public à ce jour, Chazanow a estimé que ce succès était dû au fait que les amateurs de montres avaient trouvé en LIV Swiss Watches une marque de niche très sympathique, plutôt qu'une marque de grande consommation typique. D’autres marques de montres qui ont également connu un financement initial par le public comprennent Sequent SuperCharger et Laventure Marine, bien que LIV Swiss Watches ait eu de loin le plus de financement et le plus grand nombre de soutiens.

## Montres
Le premier modèle de montre LIV, la GX1 Swiss Quartz Chronograph, a été lancé en 2014. Le deuxième modèle, la GX1-A Swiss Automatic, a été financé à hauteur de 1 119 029 $ par plus de 2 169 particuliers en 12 heures,.
Un autre modèle lancé en 2016 est la GX Base. En 2017, le modèle LIV suivant, appelé Rebel, a également été financé en 12 heures, recevant plus de 1,7 million de dollars de plus de 2 900 internautes 2017 a également vu le lancement de la GX1-A, qui possède une fonctionnalité luminescente appelée  Super-LumiNova. En 2018, la montre Titanium Ceramic Chrono a été lancée et financée.
Parmi les modèles additionnels, la GX1 Panda (pour les vêtements de sport), la GMT Cobalt, la GX AC (pour les femmes), la GX1 et plusieurs autres.
Il existe également une grande diversité de montres et de collections en édition limitée, y compris des montres spécialisées pour les plongeurs, les pilotes,, et d'autres utilisations pour d’autres populations.

## Fabrication
Bien que le siège de LIV Swiss Watches soit situé à Miami, la plupart des montres sont fabriquées et assemblées à la main en Suisse.